# Nkurenkuru (Wahlkreis)
Nkurenkuru ist ein Wahlkreis in der Region Kavango-West im Nordosten Namibias. Er hat fast 16.000 Einwohner (Stand 2023) auf einer Fläche von 272 km². Wahlkreissitz ist die Ansiedlung Nkurenkuru.

## Wahlen
| Wahl | Name             | Partei | Stimmenanteil |
| ---- | ---------------- | ------ | ------------- |
| 2015 | Damian Nakambare | SWAPO  | 96,1 %        |
| 2020 | Filipus Tenga    | SWAPO  | 100,0 %       |